# 1945

## أحداث
- تأسيس مدينة بلدية فرناندوبولس وتقع حاليا في البرازيل.
- حصار بريسلاو في الفترة ما بين 23 يناير و 6 مايو.
- 13 فبراير: نهاية حصار بودابست والذي بدأ في 29 ديسمبر 1944.
- نهاية حرب لابي في 25 أبريل 1945 والتي بدأت في 15 سبتمبر 1944.
- نهاية الحرب السوفيتية الألمانية في 7 مايو 1945 والتي بدأت في 22 يونيو 1941.
- نهاية الحرب العالمية الثانية في يوغوسلافيا في 15 مايو 1945 والتي بدأت في 6 أبريل 1941.
- وقوع الحرب السوفيتية اليابانية بداية من 9 أغسطس 1945 إلى 2 سبتمبر 1945.
- بداية الثورة الوطنية الإندونيسية في 17 أغسطس 1945 والتي انتهت في 27 ديسمبر 1949.
- نهاية حرب المحيط الهادي في 2 سبتمبر 1945 والتي بدأت في 7 ديسمبر 1941.
- نهاية مسرح عمليات جنوب شرق آسيا في الحرب العالمية الثانية في 9 سبتمبر 1945 والتي بدأت في 8 ديسمبر 1941.
- نهاية الحرب اليابانية الصينية الثانية في 9 سبتمبر 1945 والتي بدأت في 7 يوليو 1937.
- بداية حرب فيتنام في 13 سبتمبر 1945 والتي انتهت في 30 مارس 1946.

### فبراير
- 3 فبراير - بداية معركة مانيلا لاسترجاع بين اليابان والولايات المتحدة الأمريكية مانيلا عاصمة الفلبين.

### مارس
- 3 مارس - نهاية معركة مانيلا باسترجاع عاصمة الفلبين مانيلا بين اليابان والولايات المتحدة الأمريكية، وانتصار الحلفاء وهزيمة الجيش الياباني بعد مجازره.
- 19 مارس - ناظم القدسي يقدم أوراق اعتمادة للرئيس فرانكلين روزفلت كأول سفير سوري في الولايات المتحدة.
- 22 مارس - تأسيس جامعة الدول العربية وبدايتها

### أبريل
- 15 أبريل وفاة الرئيس الأمريكي فرانكلين روزفلت إثر مرض عانى منه يومين.
- 16 أبريل تولي الرئيس الأمريكي هاري ترومان الرئاسة في أمريكا.
- 30 أبريل انتحار أدولف هتلر مع زوجتة إيفا براون في وقت حرج وسقوط ألمانيا النازية ونهاية الحرب في أوروبا.

### مايو
- تأسيس شركة الطيران السعودية التي تسمى الخطوط السعودية.

### يونيو
- 28 يونيو - تكوين حكومة الوحدة الوطنية المؤقتة في بولندا.

### أغسطس
- 6 أغسطس - قنبلة ذرية سميت الولد الصغير أسقطت على مدينة هيروشيما اليابانية لتحصد حوالي 80000 نسمة وتتبعها بحوالي 60000 نسمة بحلول نهاية العام.
- 10 أغسطس - أعلنت إمبراطورية اليابان من خلال الإذاعة استسلامها في الحرب العالمية الثانية.

### سبتمبر
- 2 سبتمبر - انتهاء الحرب العالمية الثانية بعد ما حصدت 78,000,000 وجعلت من الولايات المتحدة الأمريكية و الإتحاد السوفيتي أقوى دول العالم

### أكتوبر
- 25 أكتوبر - إنشاء منظمة الأمم المتحدة.

### نوفمبر
- 15 نوفمبر - إنشاء منظمة اليونيسكو.
- 19 نوفمبر - إعلان تأسيس جمهورية يوغسلافيا الاشتراكية الاتحادية خلفا لــ مملكة يوغسلافيا

## مواليد

### يناير
- 1 يناير -
  - إيمان، ممثلة لبنانية.
  - زولتان فارغا، لاعب كرة قدم مجري سابق.
  - ميشيل زيوولكو، لاعب كرة قدم فرنسي سابق.
- 4 يناير - سهير زكي، ممثلة وراقصة مصرية.
- 7 يناير -
  - بوسكو أنتيتش، لاعب كرة قدم يوغوسلافي سابق.
  - رايلا أودينجا، رئيس وزراء كينيا السابق.
- 12 يناير - قتيبة الغانم . ملياردير ورجل أعمال كويتي .
- 16 يناير - ويم سوربيير، لاعب كرة قدم هولندي سابق.
- 19 يناير - دراغان هولكر، لاعب كرة قدم يوغوسلافي سابق.
- 22 يناير - إبراهيم الدوي، حكم كرة قدم دولي بحريني سابق.
- 30 يناير - جميل عثمان ناصر، سياسي فلسطيني.
- 30 يناير - محمد زويد النفيعي ، عسكري سعودي قائد عمليات القوات الخاصة خلال حادثة الحرم المكي 1979.

### فبراير
- 6 فبراير - بوب مارلي، مغني وكاتب أغاني من جامايكا.
- 9 فبراير - مايا فارو، ممثلة أمريكية.
- 10 فبراير - فاروق جويدة، كاتب وشاعر مصري.
- 12 فبراير - مود آدامس، ممثلة سويدية.
- 13 فبراير - كريستوس تيرزانيديس، لاعب كرة قدم يوناني سابق.
- 15 فبراير - دوغلاس هوفشتادتر، أكاديمي أمريكي حائز على جائزة بوليتزر.
- 19 فبراير - إغراء، ممثلة ومخرجة سورية.
- 20 فبراير - جورج سموت، عالم أمريكي حائز على جائزة نوبل في الفيزياء.
- 28 فبراير - عائشة الكيلاني، ممثلة مصرية.

### مارس
- 1 مارس -
  - توم سيغف، صحفي ومؤرخ إسرائيلي.
  - ويلفريد فان موير، لاعب كرة قدم بلجيكي سابق.
  - إيهود يعاري، صحفي إسرائيلي.
- 4 مارس - تومي سفينسون، لاعب كرة قدم سويدي.
- 5 مارس - إروين فاندينديل، لاعب كرة قدم بلجيكي سابق.
- 10 مارس - روبرتو ريكو، لاعب كرة قدم فرنسي سابق من أصول مغربية.
- 11 مارس - بيري، لاعب كرة قدم إسباني سابق.
- 14 مارس - باكبليتا موسيسيلي، سياسي ورئيس وزراء ليسوتو سابق.
- 16 مارس - فويتيتش كريستوف، حكم كرة قدم سلوفاكي سابق.
- 18 مارس - إيريك وولفسن، مغني وموسيقي استكلندي.
- 20 مارس - بات رايلي، مدرب كرة سلة أمريكي في بطولة الرابطة الوطنية لكرة السلة (NBA).

### أبريل
- 6 أبريل - ليون دولمانز، لاعب كرة قدم بلجيكي سابق.
- 7 أبريل - يحيى الفخراني، ممثل مصري.
- 9 أبريل - عمر خورشيد، ممثل ومنتج مصري.
- 10 أبريل - مها الصالح، ممثلة ومخرجة سورية.
- 15 أبريل -
  - ريفاز دزودزواشفيلي، لاعب كرة قدم سوفيتي سابق.
  - كاظم القلاف، مخرج وممثل ومؤلف كويتي.

### مايو
- 8 مايو - منى إبراهيم، ممثلة مصرية.
- 9 مايو -
  - جمال الغيطاني، صحفي وروائي مصري.
  - يوب هاينكس، لاعب كرة قدم ألماني سابق.
  - محمد الطويان، ممثل ومؤلف وفنان تشكيلي سعودي.
- 13 مايو - تمام سلام، رئيس وزراء لبنان التاسع والأربعون.
- 15 مايو - جان جاسكو، عالم برديات فرنسي.
- 16 مايو -
  - أكسل كوتش، أديب ألماني.
  - ماسيمو موراتي، تاجر نفط إيطالي ومالك معظم أسهم نادي إنتر ميلان.
- 24 مايو - إدريس جطو، وزير أول تونسي سابق ورجل أعمال.
- 26 مايو - أحمد بهاء الدين عطية، أحد أبرز المنتجين السينيمائين التونسيين.
- 30 مايو - مكرم خوري، ممثل فلسطيني من عرب 48.

### يونيو
- 1 يونيو - شمعون أوحيون، سياسي إسرائيلي.
- 7 يونيو - فولفغانغ شوسل، سياسي ينتمي إلى حزب الشعب النمساوي.
- 11 يونيو -
  - ديانا كيمبف، روائية وشاعربة ألمانية.
  - نجاح الموجي، ممثل كوميدي مصري.
- 19 يونيو -
  - أون سان سو تشي، زعيمة سياسة في بورما.
  - رادوفان كاراديتش، الرئيس الأول لجمهورية صرب البوسنة ومتهم بارتكاب جرائم حرب ضد المسلمين والصرب في البوسنة والهرسك.
  - ريان كروكر، سياسي أمريكي وسفير سابق في كل من أفغانستان والعراق وباكستان وسوريا والكويت ولبنان.
- 23 يونيو - جون قرنق، سياسي من جنوب السودان تزعم الحركة الشعبية لتحرير السودان.
- 26 يونيو - عبد العظيم وزير، أكاديمي مصري ومحافظ سابق للقاهرة.
- 27 يونيو - سيد خليل المراغي، كاتب مصري.
- 29 يونيو - تشاندريكا كماراتونغا، رئيسة سريلانكا الخامسة.

### يوليو
- 1 يوليو -
  - ديبي هاري، مغنية وممثلة أمريكية.
  - ميلادين راملياك، لاعب كرة قدم يوغسلافي سابق.
- 3 يوليو - روث جان سيمونز، أكاديمية أمريكية، الرئيس الثامن عشر لجامعة براون والتاسع لجامعة سميث.
- 7 يوليو - المنصف المرزوقي، الرئيس التونسي الرابع.
- 10 يوليو - كاتسوجي موري، مؤدي أصوات ياباني.
- 12 يوليو - ديميتار بينيف، لاعب كرة قدم بلغاري سابق.
- 15 يوليو - يورغين موليمان، سياسي ألماني سابق.
- 17 يوليو - إستفان جوهاز، لاعب كرة قدم مجري سابق.
- 26 يوليو - هيلين ميرين، ممثلة إنجليزية حائزة على جائزة الأوسكار.
- 29 يوليو - ميرتشا لوتشيسكو، لاعب كرة قدم روماني سابق.

### أغسطس
- 1 أغسطس - دوغلاس أوشيروف، هو عالم أمريكي. حاز على جائزة نوبل للفيزياء.
- 10 أغسطس - فهد الأحمد الصباح، رئيس سابق للجنة الأولمبية الكويتية وعضو سابق في اللجنة الأولمبية الدولية.
- 12 أغسطس -
  - جان نوفيل، مهندس معماري فرنسي.
  - فايف سيمنتون، الحاكم التاسع عشر لولاية أريزونا الأمريكية.
  - بيرنارد أكوير، الرئيس الرابع عشر للجمعية الوطنية الفرنسية.
- 14 أغسطس -
  - ستيف مارتن، ممثل كوميدي أمريكي.
  - وديع الخازن، سياسي لبنان من الطائفة المارونية.
- 17 أغسطس - مجيد مرهون، ملحن وسياسي بحريني.
- 18 أغسطس -
  - عبد العزيز زياري، طبيب وسياسي جزائري.
  - لينين الرملي، كاتب مصري.
- 20 أغسطس - فرج فودة، كاتب ومفكر مصري.
- 21 أغسطس - منير فخري عبد النور، وزير التجارة والصناعة المصري.

### سبتمبر
- 1 سبتمبر -
  - سكينة فؤاد، صحفية ورائية مصرية.
  - مصطفى بابل، روائي تركي.
  - نديم إلياس، الرئيس السابق للمجلس المركزي للمسلمين في ألمانيا سعودي الجنسية.
- 5 سبتمبر - جو ناجاي، مؤلف مانغا ياباني
- 9 سبتمبر - فؤاد عجمي، كاتب وسياسي لبناني أمريكي.
- 11 سبتمبر - فرانتس بكنباور، لاعب كرة قدم ألماني سابق.
- 12 سبتمبر - ناجي أسعد، رياضي مصري.
- 15 سبتمبر - مقرن بن عبدالعزيز آل سعود ولي عهد المملكة العربية السعودية السابق.
- 17 سبتمبر - فل جاكسون، لاعب كرة سلة أمريكي سابق في بطولة الرابطة الوطنية لكرة السلة (NBA).
- 19 سبتمبر - أرنو دوس سانتوس، لاعب كرة قدم فرنسي سابق.
- 20 سبتمبر - رشيد ميموني، كاتب جزائري وناشط في حقوق الإنسان.
- 22 سبتمبر - إليا بيتكوفيتش، لاعب كرة قدم يوغوسلافي سابق.
- 23 سبتمبر - إيغور إيفانوف، وزير خارجية روسيا سابقاً.
- 25 سبتمبر - فرانس يانسينس، لاعب كرة قدم بلجيكي سابق.
- 26 ستبمبر - أريال زيتون، مخرج ومنتج فرنسي من أصول تونسية.
- 29 سبتمبر - مايكل بيلا، لاعب كرة قدم ألماني سابق.
- 30 سبتمبر - إيهود أولمرت، رئيس وزراء إسرائيل الثاني عشر.

### أكتوبر
- 1 أكتوبر - حارث سيلايديتش، سياسي بوسني.
- 4 أكتوبر - فيلفريد مولر، كيميائي ألماني.
- 5 أكتوبر - جمال سلامة، موسيقي مصري.
- 6 أكتوبر - لوك ساندرز، لاعب كرة قدم بلجيكي سابق.
- 13 أكتوبر - ديزي بوترس، رئيس سورينام التاسع.
- 14 أكتوبر - يفيس تشاوفو، لاعب كرة قدم فرنسي سابق.
- 18 أكتوبر - نوريو واكاموتو، ممثل ياباني.
- 19 أكتوبر - جون ليثغو، ممثل أمريكي.
- 20 أكتوبر - روميو بينيتي، لاعب كرة قدم إيطالي سابق.
- 23 أكتوبر - ميتشيل فواتروت، حكم كرة قدم فرنسي دولي سابق.
- 25 أكتوبر - إلياس فيغيروا، لاعب كرة قدم تشيلي سابق.
- 31 أكتوبر - أفي شلايم، إسرائيلي من أصول عراقية، أستاذ علاقات دولية في جامعة أوكسفورد.

### نوفمبر
- 3 نوفمبر - جيرد مولر، لاعب كرة قدم ألماني سابق.
- 6 نوفمبر - إنفير هادزيابديتش، لاعب كرة قدم يوغوسلافي سابق.
- 7 نوفمبر - إيرل بون، ممثل أمريكي.
- 8 نوفمبر - عبد العزيز بلخادم، وزير خارجية الجزائر والممثل الشخصي لرئيس الدولة.
- 11 نوفمبر - دانييل أورتيغا، رئيس نيكاراغوا مرتين.
- 14 نوفمبر - ستيلا أوباسانجو، السيدة الأولى في نيجيريا سابقاً.
- 15 نوفمبر - الصادق ساسي، لاعب كرة قدم تونسي.
- 21 نوفمبر - غولدي هاون، ممثلة أمريكية حاصلة على جائزة الأوسكار.
- 24 نوفمبر - نور الدين فرح، كاتب صومالي حاصل على جائزة نيوستاد الدولية للأدب.
- 28 نوفمبر -
  - عازار حبيب، مغني وملحن لبناني.
  - هيروفومي ناكاسوني، وزير خارجية اليابان سابقاً.

### ديسمبر
- 2 ديسمبر - ليزا كروزار، ممثلة ألمانية.
- 5 ديسمبر - موشيه كتساف، رئيس إسرائيل الثامن.
- 15 ديسمبر - سلمى بكار، مخرجة تونسية.
- 16 ديسمبر - عبد الكريم سروش، مفكر إيراني.
- 23 ديسمبر - جيم دويل، سياسي ديمقراطي أمريكي.
- مبارك جابر الأحمد الصباح
- أحمد الصراف

## وفيات

### يناير
- 14 يناير - آرثر وين، صحافي ومصمم أحجيات بريطاني.
- 19 يناير - هنري جون جوفاين، جراح بريطاني.

### فبراير
- 9 فبراير - مبارك الميلي، ناشط أثناء الاحتلال الفرنسي للجزائر وعضو جمعية العلماء المسلمين الجزائريين.
- 26 فبراير - الشارف الغرياني، شيخ ورجل دولة ليبي.

### مارس
- 1 مارس - وليام إلمر هولت، سياسي أمريكي شغل منصب حاكم ولاية مونتانا.
- 16 مارس - معروف الرصافي، أكاديمي وشاعر عراقي.
- 26 مارس - ديفيد لويد جورج، رئيس وزراء بريطانيا أثناء النصف الثاني من الحرب العالمية الأولى.
- 31 مارس - هانس فيشر، كيميائي ألماني حائز على جائزة نوبل في الكيمياء.

### أبريل
- ؟ - عبد العزيز نظمي، طبيب أطفال مصري.
- 8 أبريل - ليزي فالدمولر ممثلة ومغنية نمساوية.
- 18 أبريل - جون أمبروز فلمنج، مهندس كهرباء إنجليزي ومخترح الصمام الثنائي (الديود).
- 12 أبريل - فرانكلين روزفلت، رئيس الولايات المتحدة الثاني والثلاثون.
- 27 أبريل - وارن غرين، سياسي أمريكي وشغل منصب حاكم ولاية داكوتا الجنوبية.
- 28 أبريل - بينيتو موسوليني، حاكم إيطاليا من 1922 إلى 1943.
- 30 أبريل -
  - أدولف هتلر، سياسي ألماني نازي وحاكم ألمانيا النازية حتى انتحاره.
  - إيفا براون، عشيقة المستشار الألماني أدولف هتلر وزوجته لمدة 40 ساعة قبل انتحارهما معاً.

### مايو
- 1 مايو - جوزيف غوبلز، وزير الدعاية السياسية الألماني في عهد أدولف هتلر.
- 4 مايو - فيدور فون بوك، قائد عسكري ألماني أثناء الحرب العالمية الثانية.
- 23 مايو - هاينريش هيملر، قائد القوات الخاصة الألمانية (زعيم الرايخ اس اس) في عهد أدولف هتلر.

### يونيو
- 11 يونيو - بيرسي سايكس، ديبلوماسي وباحث إنجليزي.
- 13 يونيو - أحمد محرم، شاعر مصري.

### يوليو
- 22 يوليو - جورج هوغ، مغامر وصحفي إنجليزي.

### أغسطس
- 22 أغسطس - محمد مصطفى المراغي، عالم مصر وشيخ الأزهر الحادي والثلاثون والثالث والثلاثون.
- 26 أغسطس - فرانس فرفل، كاتب نمساوي.
- 31 أغسطس - ستيفن باناخ، عالم رياضيات بولوني.

### سبتمبر
- 22 سبتمبر - هاينريش فولفجانج زايدل، كاتب ألماني.
- 26 سبتمبر - بيلا بارتوك، موسيقي مجري.

### أكتوبر
- 19 أكتوبر - والتر كانون، عالم فيزيولوجيا أمريكي.

### نوفمبر
- 4 نوفمبر - لويل سميث، طيار أمريكي وأول من قام بعملية التزود بالوقود جوا.
- 20 نوفمبر - فرانسيس أستون، كيميائي وفيزيائي بريطاني حائز على جائزة نوبل في الكيمياء.

### ديسمبر
- 4 ديسمبر - توماس مورغان، عالم بيولوجيا أمريكي وحائز على جائزة نوبل في الطب.
- 9 ديسمبر - ألفريد لوكاس، كيميائي بريطاني عمل في مقبرة توت عنخ آمون.
- 21 ديسمبر - جورج باتون، قائد عسكري أمريكي أثناء الحرب العالمية الثانية.
- 26 ديسمبر - فوميمارو كونويه، سياسي ياباني تسلم منصب رئيس الوزراء لثلاث مرات.

## نال جائزة نوبل
- في الفيزياء – النمساوي فولفغانغ باولي.
- في الكيمياء – الفنلندي أرتوري فيرتانن.
- في الطب – مناصفة بين البريطانيان ألكسندر فليمنغ و إرنست تشين والأسترالي هوارد فلوري.
- في الأدب – التشيلي غبريالا ميسترال.
- في السلام – الأمريكي كورديل هل.